# Mystic Stylez
Mystic Stylez – debiutancki niezależny album amerykańskiego zespołu hip-hopowego Three 6 Mafia. Wyprodukowany przez ich dwóch członków, DJ Paula oraz Juicy J.

## Lista utworów
| #  | Tytuł                          | Goście                                                | Czas |
| -- | ------------------------------ | ----------------------------------------------------- | ---- |
| 1  | "The Beginning"                |                                                       | 1:13 |
| 2  | "Break The Law '95"            |                                                       | 4:21 |
| 3  | "Da Summa"                     |                                                       | 4:43 |
| 4  | "Love By Yo' Rep"              | Bone Thugs-N-Harmony, Kingpin Skinny Pimp & Playa Fly | 5:12 |
| 5  | "In The Game"                  |                                                       | 4:04 |
| 6  | "Now I’m High, Pt. 3"          | Playa Fly                                             | 5:10 |
| 7  | "Long Night"                   |                                                       | 4:35 |
| 8  | "Sweet Robbery, Pt. 2"         |                                                       | 4:45 |
| 9  | "Back Against The Wall, Pt. 2" | Kingpin Skinny Pimp & Lil Gin                         | 4:51 |
| 10 | "Fuckin' Wit Dis Click"        |                                                       | 6:18 |
| 11 | "All Or Nothin'"               |                                                       | 4:54 |
| 12 | "Gotta Touch 'Em, Pt. 2"       |                                                       | 4:55 |
| 13 | "Tear The Club Up, The Real"   |                                                       | 4:35 |
| 14 | "Big Bizness [Screwed]"        |                                                       | 2:18 |
| 15 | "Mystic Stylez"                | Playa Fly, La Chat & MC-Mack                          | 6:23 |
| 16 | "Porno Movie"                  |                                                       | 5:24 |

## Notowania
| Rok  | Album         | Notowanie     | Notowanie              |
| Rok  | Album         | Billboard 200 | Top R&B/Hip Hop Albums |
| 1995 | Mystic Stylez | -             | 59                     |

## Personel
Poniżej ukazano spis osób, które były obecne w produkcji albumu.
Muzycy
- DJ Paul
- Juicy J
- Lord Infamous
- Crunchy Black
- Koopsta Knicca
- Gangsta Boo
- MC Mack
- Lil' Fly
- La' Chat
- Skinny Pimp
- Lil' Gin

Produkcja
- DJ Paul & Juicy J – produkcja muzyczna
- Wayne Tucker – gitara basowa
- DJ Paul – Keyboard
- Archie Luv – Inżynier dźwięku
- M&L Photography – autor okładki
- CMYK – projektant ogólny